# 오이타 유코
오이타 유코(일본어: 尾板 裕子, 1969년 8월 3일 ~ )는 일본의 은퇴한 여자 축구 선수이다.

## 국가대표팀 경력
그녀는 1986년 1월 21일 인도과의 경기에서 일본 국가대표팀에 데뷔했다. 그녀는 1987년까지 국제 A매치 3경기에 출전했다.

## 통계
| 일본 | 일본 | 일본 |
| 연도 | 출전 | 득점 |
| ---- | ---- | ---- |
| 1986 | 2    | 0    |
| 1987 | 1    | 0    |
| 통산 | 3    | 0    |